# Rally de Montecarlo de 2022
El Rally de Montecarlo de 2022, oficialmente 90ème Rallye Automobile Monte-Carlo, fue la 90.ª edición y la primera ronda de la temporada 2022 del Campeonato Mundial de Rally. Se celebró del 20 al 23 de enero y contó con un itinerario de diecisiete tramos sobre asfalto y nieve que sumaron un total de 296,03 km cronometrados. Esta también fue la primera ronda de los campeonatos WRC 2, WRC 3 y la Copa RGT.
Esta edición del rally significo el regreso de Mónaco como sede de la prueba, en específico del puerto de Mónaco. La última vez que Mónaco había sido sede del rally fue en 2012, luego de esa edición, la sede se trasladó a Valence en el sudeste de Francia en 2013 y desde 2014 hasta 2021, la sede del rally fue Gap, comuna también ubicada en el sudeste de Francia.
Este rally además celebró dos hitos importantes en la historia del Campeonato Mundial de Rally: los 50 años del campeonato y la introducción de los nuevos Rally1 híbridos, los vehículos destinados a llevar el campeonato hacia una nueva era.
El ganador de la prueba fue el gran Sebastien Loeb quien en el primer rally de los nuevos Rally1 híbridos se alzó con la victoria, la octava en la cita monegasca para él que iguala las conseguidas por su tocayo Sébastien Ogier y la 80.º en el mundial, cifra muy difícil de igualar. En su camino a la victoria Loeb batió varios récords de longevidad: se convirtió en el piloto más veterano en ganar una prueba del mundial (47 años 10 meses 28 días), el más veterano en liderar una prueba del campeonato del mundo (47 años 10 meses 28 días), el de más tiempo entre su primer liderato en un rallye del WRC y el último (20 años 0 meses 4 días), el de más tiempo entre su primera y última victoria (19 años 4 meses 29 días) y finalmente se convirtió en el piloto con más etapas ganadas en el Rally de Montecarlo con 81 etapas ganadas.
La copiloto de Loeb, Isabelle Galmiche en su primera participación en un automóvil de la máxima categoría de los rallyes logró su primera victoria mundialista, convirtiéndose en la tercera copiloto en los 50.º años de historia del mundial en ganar una prueba del mundial tras Michèle "Biche" Espinosi-Petit y Fabrizia Pons. Además emuló a estas grandes copilotos que también ganaron esta prueba en 1973 (Espinosi-Petit) y 1997 (Pons).

## Lista de inscritos
| Num.                       | Piloto                                                               | Copiloto                                                                    | Automóvil                | Equipo                                  | Neu.                     |
| World Rally Championship   | World Rally Championship                                             | World Rally Championship                                                    | World Rally Championship | World Rally Championship                | World Rally Championship |
| -------------------------- | -------------------------------------------------------------------- | --------------------------------------------------------------------------- | ------------------------ | --------------------------------------- | ------------------------ |
| 1                          | Sébastien Ogier                                                      | Benjamin Veillas                                                            | Toyota GR Yaris Rally1   | Toyota Gazoo Racing WRT                 | P                        |
| 2                          | Oliver Solberg                                                       | Elliott Edmondson                                                           | Hyundai i20 N Rally1     | Hyundai Shell Mobis WRT                 | P                        |
| 8                          | Ott Tänak                                                            | Martin Järveoja                                                             | Hyundai i20 N Rally1     | Hyundai Shell Mobis WRT                 | P                        |
| 11                         | Thierry Neuville                                                     | Martijn Wydaeghe                                                            | Hyundai i20 N Rally1     | Hyundai Shell Mobis WRT                 | P                        |
| 16                         | Adrien Fourmaux                                                      | Alexandre Coria                                                             | Ford Puma Rally1         | M-Sport Ford WRT                        | P                        |
| 18                         | Takamoto Katsuta                                                     | Aaron Johnston                                                              | Toyota GR Yaris Rally1   | Toyota Gazoo Racing WRT Next Generation | P                        |
| 19                         | Sebastien Loeb                                                       | Isabelle Galmiche                                                           | Ford Puma Rally1         | M-Sport Ford WRT                        | P                        |
| 33                         | Elfyn Evans                                                          | Scott Martin                                                                | Toyota GR Yaris Rally1   | Toyota Gazoo Racing WRT                 | P                        |
| 42                         | Craig Breen                                                          | Paul Nagle                                                                  | Ford Puma Rally1         | M-Sport Ford WRT                        | P                        |
| 44                         | Gus Greensmith                                                       | Jonas Andersson                                                             | Ford Puma Rally1         | M-Sport Ford WRT                        | P                        |
| 69                         | Kalle Rovanperä                                                      | Jonne Halttunen                                                             | Toyota GR Yaris Rally1   | Toyota Gazoo Racing WRT                 | P                        |
| World Rally Championship 2 |                                                                      |                                                                             |                          |                                         |                          |
| 20                         | Andreas Mikkelsen                                                    | Torstein Eriksen                                                            | Škoda Fabia Rally2 Evo   | Toksport WRT                            | P                        |
| 21                         | Marco Bulacia Wilkinson                                              | Marcelo Der Ohannesian                                                      | Škoda Fabia Rally2 Evo   | Toksport WRT                            | P                        |
| 22                         | Archivo:Russian Automobile Federation flag.svgborder Nikolay Gryazin | Archivo:Russian Automobile Federation flag.svgborder Konstantin Aleksandrov | Škoda Fabia Rally2 Evo   | Toksport WRT 2                          | P                        |
| 23                         | Yohan Rossel                                                         | Benjamin Boulloud                                                           | Citroën C3 Rally2        | PH Sport                                | P                        |
| 24                         | Eric Camilli                                                         | Yannick Roche                                                               | Citroën C3 Rally2        | Saintéloc Junior Team                   | P                        |
| 25                         | Chris Ingram                                                         | Ross Whittock                                                               | Škoda Fabia Rally2 Evo   | Chris Ingram                            | P                        |
| 26                         | Sean Johnston                                                        | Alexander Kihurani                                                          | Citroën C3 Rally2        | Saintéloc Junior Team                   | P                        |
| 27                         | Erik Cais                                                            | Petr Těšínský                                                               | Ford Fiesta Rally2       | Yacco ACCR Team                         | P                        |
| 28                         | Grégoire Munster                                                     | Louis Louka                                                                 | Hyundai i20 N Rally2     | Grégoire Munster                        | P                        |
| 29                         | Johannes Keferböck                                                   | Ilka Minor                                                                  | Škoda Fabia Rally2 Evo   | Johannes Keferböck                      | P                        |
| 30                         | Freddy Loix                                                          | Pieter Tsjoen                                                               | Škoda Fabia Rally2 Evo   | Freddy Loix                             | P                        |
| 31                         | Olivier Burri                                                        | Anderson Levratti                                                           | Volkswagen Polo GTI R5   | Olivier Burri                           | P                        |
| 32                         | Pierre Ragues                                                        | Julien Pesenti                                                              | Volkswagen Polo GTI R5   | Yacco ACCR Team                         | P                        |
| 34                         | Mauro Miele                                                          | Luca Beltrame                                                               | Škoda Fabia Rally2 Evo   | Mauro Miele                             | P                        |
| 35                         | Eamonn Boland                                                        | Michael Joseph Morrissey                                                    | Ford Fiesta Rally2       | Eamonn Boland                           | P                        |
| 36                         | Frédéric Rosati                                                      | Philippe Marchetto                                                          | Hyundai i20 N Rally2     | Frédéric Rosati                         | P                        |
| 37                         | Jean-Michel Raoux                                                    | Laurent Magat                                                               | Volkswagen Polo GTI R5   | Jean-Michel Raoux                       | P                        |
| 39                         | Carlo Covi                                                           | Michela Lorigiola                                                           | Škoda Fabia Rally2 Evo   | Carlo Covi                              | P                        |
| 40                         | Fabrizio Arengi Bentivoglio                                          | Massimiliano Bosi                                                           | Škoda Fabia Rally2 Evo   | Fabrizio Arengi Bentivoglio             | P                        |
| 54                         | Stéphane Lefebvre                                                    | Andy Malfoy                                                                 | Citroën C3 Rally2        | DG Sport                                | P                        |
| World Rally Championship 3 |                                                                      |                                                                             |                          |                                         |                          |
| 41                         | Sami Pajari                                                          | Enni Mälkönen                                                               | Ford Fiesta Rally3       | Sami Pajari                             | P                        |
| 43                         | Enrico Brazzoli                                                      | Manuel Fenoli                                                               | Ford Fiesta Rally3       | Enrico Brazzoli                         | P                        |
| 45                         | Jan Černý                                                            | Petr Černohorský                                                            | Ford Fiesta Rally3       | Jan Černý                               | P                        |
| 64                         | Zoltán László                                                        | Tamás Begala                                                                | Ford Fiesta Rally3       | Zoltán László                           | P                        |
| Fuente: ewrc-results.com   |                                                                      |                                                                             |                          |                                         |                          |

## Itinerario
| Día                      | Tramo | Nombre                                  | Distancia | Ganador de la etapa | Automóvil              | Tiempo  | Líder de la general            |
| ------------------------ | ----- | --------------------------------------- | --------- | ------------------- | ---------------------- | ------- | ------------------------------ |
| Día 1 (20 de enero)      | -     | Sainte-Agnès / Peille (Shakedown)       | 2.29 km   | Sébastien Ogier     | Toyota GR Yaris Rally1 | 1:50.4  | -                              |
| Día 1 (20 de enero)      | SS1   | Lucéram / Lantosque                     | 15.20 km  | Sébastien Ogier     | Toyota GR Yaris Rally1 | 10:34.0 | Sébastien Ogier                |
| Día 1 (20 de enero)      | SS2   | La Bollène-Vésubie / Moulinet           | 23.25 km  | Sébastien Ogier     | Toyota GR Yaris Rally1 | 15:14.4 | Sébastien Ogier                |
| Día 2 (21 de enero)      | SS3   | Roure / Beuil 1                         | 18.33 km  | Sebastien Loeb      | Ford Puma Rally1       | 10:08.9 | Sébastien Ogier                |
| Día 2 (21 de enero)      | SS4   | Guillaumes / Péone / Valberg 1          | 13.49 km  | Sebastien Loeb      | Ford Puma Rally1       | 7:40.1  | Sébastien Ogier                |
| Día 2 (21 de enero)      | SS5   | Val-de-Chalvagne / Entrevaux 1          | 17.11 km  | Sebastien Loeb      | Ford Puma Rally1       | 10:56.8 | Sebastien Loeb                 |
| Día 2 (21 de enero)      | SS6   | Roure / Beuil 2                         | 18.33 km  | Sebastien Loeb      | Ford Puma Rally1       | 9:57.2  | Sebastien Loeb                 |
| Día 2 (21 de enero)      | SS7   | Guillaumes / Péone / Valberg 2          | 13.49 km  | Gus Greensmith      | Ford Puma Rally1       | 7:31.9  | Sebastien Loeb                 |
| Día 2 (21 de enero)      | SS8   | Val-de-Chalvagne / Entrevaux 2          | 17.11 km  | Sébastien Ogier     | Toyota GR Yaris Rally1 | 10:31.6 | Sebastien Loeb                 |
| Día 3 (22 de enero)      | SS9   | Le Fugeret / Thorame-Haute              | 16.80 km  | Elfyn Evans         | Toyota GR Yaris Rally1 | 9:12.8  | Sebastien Loeb                 |
| Día 3 (22 de enero)      | SS10  | Saint-Jeannet / Malijai 1               | 17.04 km  | Sébastien Ogier     | Toyota GR Yaris Rally1 | 9:26.4  | Sébastien Ogier Sebastien Loeb |
| Día 3 (22 de enero)      | SS11  | Saint-Geniez / Thoard 1                 | 20.79 km  | Sébastien Ogier     | Toyota GR Yaris Rally1 | 14:17.1 | Sébastien Ogier                |
| Día 3 (22 de enero)      | SS12  | Saint-Jeannet / Malijai 2               | 17.04 km  | Kalle Rovanperä     | Toyota GR Yaris Rally1 | 9:23.8  | Sébastien Ogier                |
| Día 3 (22 de enero)      | SS13  | Saint-Geniez / Thoard 2                 | 20.79 km  | Kalle Rovanperä     | Toyota GR Yaris Rally1 | 14:14.6 | Sébastien Ogier                |
| Día 4 (23 de enero)      | SS14  | La Penne / Collongues 1                 | 19.37 km  | Sebastien Loeb      | Ford Puma Rally1       | 11:27.9 | Sébastien Ogier                |
| Día 4 (23 de enero)      | SS15  | Briançonnet / Entrevaux 1               | 14.26 km  | Thierry Neuville    | Hyundai i20 N Rally1   | 8:50.4  | Sébastien Ogier                |
| Día 4 (23 de enero)      | SS16  | La Penne / Collongues 2                 | 19.37 km  | Sebastien Loeb      | Ford Puma Rally1       | 11:21.0 | Sebastien Loeb                 |
| Día 4 (23 de enero)      | SS17  | Briançonnet / Entrevaux 2 (Power Stage) | 14.26 km  | Kalle Rovanperä     | Toyota GR Yaris Rally1 | 8:35.8  | Sebastien Loeb                 |
| Fuente: ewrc-results.com |       |                                         |           |                     |                        |         |                                |

### Power stage
El power stage fue una etapa de 14,26 km al final del rally. Se otorgaron puntos adicionales a los cinco más rápidos.
| Pos. | Piloto           | Copiloto          | Coche                  | Equipo                  | Tiempo | Puntos |
| ---- | ---------------- | ----------------- | ---------------------- | ----------------------- | ------ | ------ |
| 1    | Kalle Rovanperä  | Jonne Halttunen   | Toyota GR Yaris Rally1 | Toyota Gazoo Racing WRT | 8:35.8 | 5      |
| 2    | Elfyn Evans      | Scott Martin      | Toyota GR Yaris Rally1 | Toyota Gazoo Racing WRT | +0.9   | 4      |
| 3    | Thierry Neuville | Martijn Wydaeghe  | Hyundai i20 N Rally1   | Hyundai Shell Mobis WRT | +2.6   | 3      |
| 4    | Sebastien Loeb   | Isabelle Galmiche | Ford Puma Rally1       | M-Sport Ford WRT        | +7.0   | 2      |
| 5    | Sébastien Ogier  | Benjamin Veillas  | Toyota GR Yaris Rally1 | Toyota Gazoo Racing WRT | +8.0   | 1      |

## Clasificación final
| World Rally Championship   | World Rally Championship                                             | World Rally Championship                                                    | World Rally Championship | World Rally Championship                | World Rally Championship | World Rally Championship | World Rally Championship |
| Pos.                       | Piloto                                                               | Copiloto                                                                    | Automóvil                | Equipo                                  | Neumático                | Tiempo                   | Puntos                   |
| -------------------------- | -------------------------------------------------------------------- | --------------------------------------------------------------------------- | ------------------------ | --------------------------------------- | ------------------------ | ------------------------ | ------------------------ |
| 1                          | Sebastien Loeb                                                       | Isabelle Galmiche                                                           | Ford Puma Rally1         | M-Sport Ford WRT                        | P                        | 3:00:32.8                | 25                       |
| 2                          | Sébastien Ogier                                                      | Benjamin Veillas                                                            | Toyota GR Yaris Rally1   | Toyota Gazoo Racing WRT                 | P                        | +10.5                    | 18                       |
| 3                          | Craig Breen                                                          | Paul Nagle                                                                  | Ford Puma Rally1         | M-Sport Ford WRT                        | P                        | +1:39.8                  | 15                       |
| 4                          | Kalle Rovanperä                                                      | Jonne Halttunen                                                             | Toyota GR Yaris Rally1   | Toyota Gazoo Racing WRT                 | P                        | +2:16.2                  | 12                       |
| 5                          | Gus Greensmith                                                       | Jonas Andersson                                                             | Ford Puma Rally1         | M-Sport Ford WRT                        | P                        | +6:33.4                  | 10                       |
| 6                          | Thierry Neuville                                                     | Martijn Wydaeghe                                                            | Hyundai i20 N Rally1     | Hyundai Shell Mobis WRT                 | P                        | +7:42.6                  | 8                        |
| 7                          | Andreas Mikkelsen                                                    | Torstein Eriksen                                                            | Škoda Fabia Rally2 Evo   | Toksport WRT                            | P                        | +11:33.8                 | 6                        |
| 8                          | Takamoto Katsuta                                                     | Aaron Johnston                                                              | Toyota GR Yaris Rally1   | Toyota Gazoo Racing WRT Next Generation | P                        | +12:24.7                 | 4                        |
| 9                          | Erik Cais                                                            | Petr Těšínský                                                               | Ford Fiesta Rally2       | Yacco ACCR Team                         | P                        | +12:29.2                 | 2                        |
| 10                         | Archivo:Russian Automobile Federation flag.svgborder Nikolay Gryazin | Archivo:Russian Automobile Federation flag.svgborder Konstantin Aleksandrov | Škoda Fabia Rally2 Evo   | Toksport WRT 2                          | P                        | +13:41.3                 | 1                        |
| World Rally Championship 2 |                                                                      |                                                                             |                          |                                         |                          |                          |                          |
| 1 (7.)                     | Andreas Mikkelsen                                                    | Torstein Eriksen                                                            | Škoda Fabia Rally2 Evo   | Toksport WRT                            | P                        | 3:12:06.6                | 25                       |
| 2 (9.)                     | Erik Cais                                                            | Petr Těšínský                                                               | Ford Fiesta Rally2       | Yacco ACCR Team                         | P                        | +55.4                    | 18                       |
| 3 (10.)                    | Archivo:Russian Automobile Federation flag.svgborder Nikolay Gryazin | Archivo:Russian Automobile Federation flag.svgborder Konstantin Aleksandrov | Škoda Fabia Rally2 Evo   | Toksport WRT 2                          | P                        | +2:07.5                  | 15                       |
| 4 (11.)                    | Sean Johnston                                                        | Alexander Kihurani                                                          | Citroën C3 Rally2        | Saintéloc Junior Team                   | P                        | +3:08.7                  | 12                       |
| 5 (12.)                    | Grégoire Munster                                                     | Louis Louka                                                                 | Hyundai i20 N Rally2     | Grégoire Munster                        | P                        | +3:14.2                  | 10                       |
| 6 (13.)                    | Yohan Rossel                                                         | Benjamin Boulloud                                                           | Citroën C3 Rally2        | PH Sport                                | P                        | +3:28.3                  | 8                        |
| 7 (14.)                    | Chris Ingram                                                         | Ross Whittock                                                               | Škoda Fabia Rally2 Evo   | Chris Ingram                            | P                        | +3:46.6                  | 6                        |
| 8 (17.)                    | Mauro Miele                                                          | Luca Beltrame                                                               | Škoda Fabia Rally2 Evo   | Mauro Miele                             | P                        | +8:58.7                  | 4                        |
| 9 (20.)                    | Olivier Burri                                                        | Anderson Levratti                                                           | Volkswagen Polo GTI R5   | Olivier Burri                           | P                        | +11:19.2                 | 2                        |
| 10 (24.)                   | Freddy Loix                                                          | Pieter Tsjoen                                                               | Škoda Fabia Rally2 Evo   | Freddy Loix                             | P                        | +12:58.5                 | 1                        |
| World Rally Championship 3 |                                                                      |                                                                             |                          |                                         |                          |                          |                          |
| 1 (22.)                    | Sami Pajari                                                          | Enni Mälkönen                                                               | Ford Fiesta Rally3       | Sami Pajari                             | P                        | 3:24:39.2                | 25                       |
| 2 (23.)                    | Jan Černý                                                            | Petr Černohorský                                                            | Ford Fiesta Rally3       | Jan Černý                               | P                        | +7.6                     | 18                       |
| 3 (40.)                    | Enrico Brazzoli                                                      | Manuel Fenoli                                                               | Ford Fiesta Rally3       | Enrico Brazzoli                         | P                        | +19:16.0                 | 15                       |
| Fuente: ewrc-results.com   |                                                                      |                                                                             |                          |                                         |                          |                          |                          |

## Clasificaciones tras el rally
| Posición | Piloto           | Puntos | Cambios de posición |
| -------- | ---------------- | ------ | ------------------- |
| 1        | Sebastien Loeb   | 27     | Sin cambios         |
| 2        | Sébastien Ogier  | 19     | Sin cambios         |
| 3        | Kalle Rovanperä  | 17     | Sin cambios         |
| 4        | Craig Breen      | 15     | Sin cambios         |
| 5        | Thierry Neuville | 11     | Sin cambios         |

| Posición | Equipo                     | Puntos | Cambios de posición |
| -------- | -------------------------- | ------ | ------------------- |
| 1        | M-Sport Ford WRT           | 42     | Sin cambios         |
| 2        | Toyota Gazoo Racing WRT    | 39     | Sin cambios         |
| 3        | Hyundai Shell Mobis WRT    | 13     | Sin cambios         |
| 4        | Toyota Gazoo Racing WRT NG | 8      | Sin cambios         |